# Уолз, Тим
Тимоти Джеймс Уолз (англ. Timothy James Walz; род. 6 апреля 1964, Вест-Пойнт, штат Небраска, США) — американский политический и государственный деятель, губернатор штата Миннесота c 7 января 2019 года и кандидат в вице-президенты США (2024) от Демократической партии.
Родился в Небраске. Окончил Государственный колледж Чадрон (бакалавр общественных наук, 1989) Университет штата Миннесота (магистр педагогики, 2002). Работал учителем географии и детским футбольным тренером. С 1981 по 2005 год проходил службу (в основном, в запасе) в Армии Национальной гвардии, где в составе Армии США принял участие в войне против терроризма в Афганистане в 2003. Окончил службу в звании команд-сержант-майора.
В 2006 году успешно баллотировался в Палату представителей США от 1-го избирательного округа Миннесоты (2007—2019). С 2019 года — губернатор штата Миннесота. Кандидат на пост вице-президента США от Демократической партии на выборах в 2024 году; совместно с кандидатом на пост президента Камалой Харрис они проиграли выборы кандидатам от Республиканской партии Дональду Трампу и Джеймсу Вэнсу.

## Биография

### Ранняя жизнь

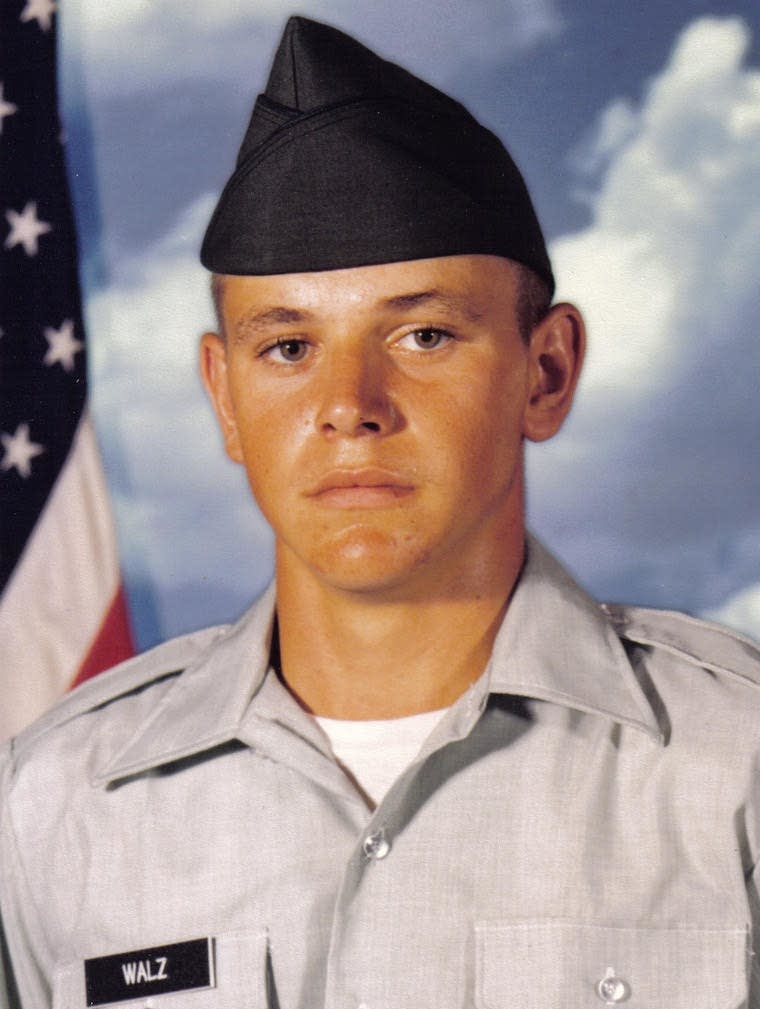
Уолз в Армии Нацгвардии (1981).

Родился в городке Вест-Пойнт, штат Небраска в семье Дарлен Уолз и Джеймса Уолза, вырос в городке Шадрон на северо-западе Небраски. Уолз имеет немецкие, ирландские и шведские корни.
Окончил Шэдрон Стейт-Колледж со степенью бакалавра наук по образованию в области общественных наук. Работал преподавателем в индейской резервации Пайн-Ридж в Южной Дакоте, затем принял предложение о преподавательской работе в Китае.
В 1981 году Уолз поступил на военную службу в Армию Национальной гвардии и за 24 года дослужился до звания сержант-майора. После выхода в отставку в 2005 году работал учителем географии и футбольным тренером в Манкейто, штат Миннесота.

### Член Палаты представителей
В 2006 году участвовал в выборах в Палату представителей США и одержал победу над действующим конгрессменом-республиканцем Гилбертом Гуткнехтом. Уолз стал лишь четвёртым нереспубликанцем, избранным в Конгресс от первого избирательного округа Миннесоты. Переизбирался в 2008, 2010, 2012, 2014 и 2016 годах.
Уолз являлся членом комитетов по вооружённым силам, сельскому хозяйству и по делам ветеранов. После избрания в Конгресс поддержал законопроект о повышении минимального размера оплаты труда, голосовал за исследование стволовых клеток, а также за то, чтобы позволить программе медицинского страхования Медикэр договариваться о ценах на фармацевтическую продукцию. В 2007 году выступал против плана президента Буша расширить американское военное присутствие в Ираке.

### Губернатор Миннесоты

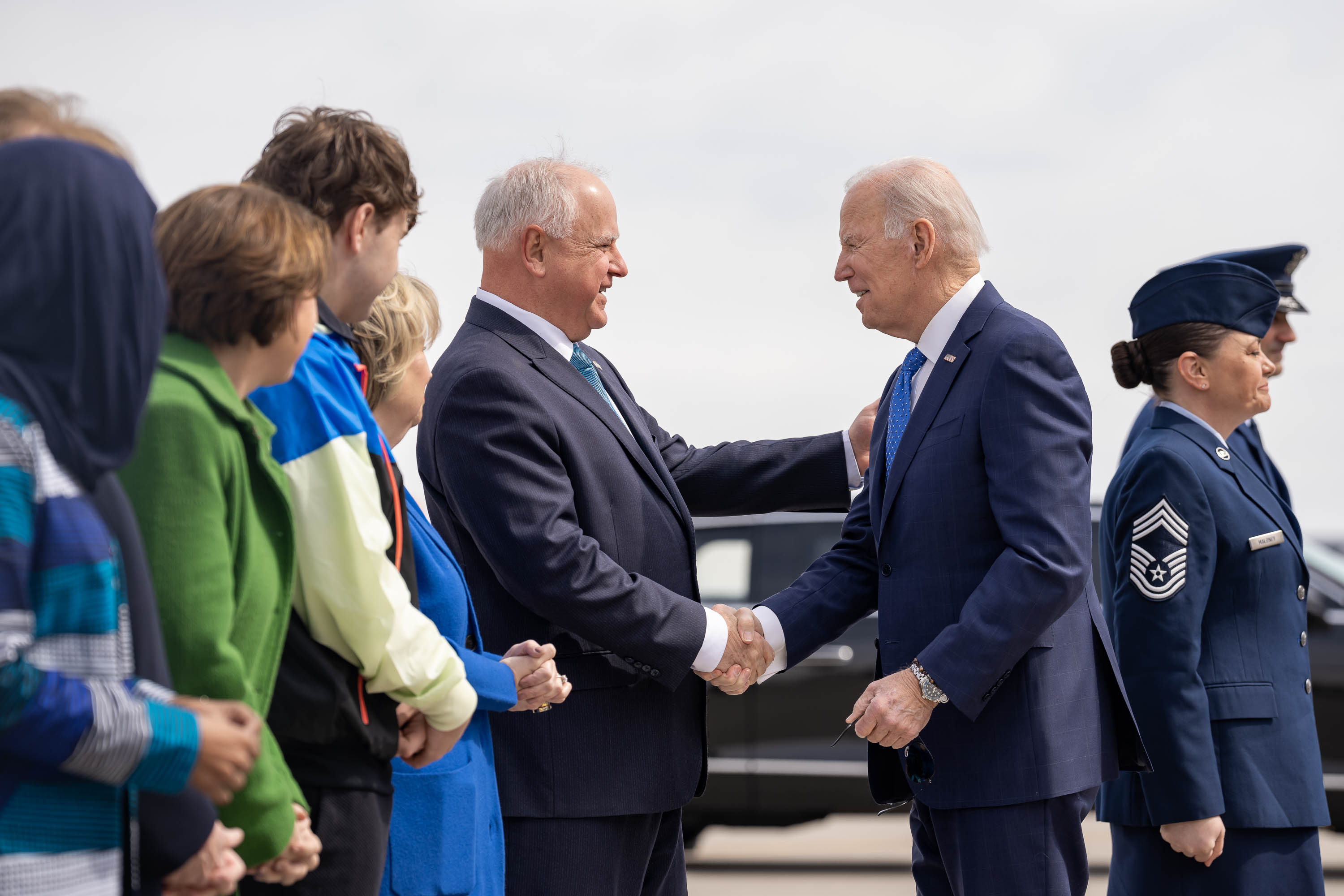
Уолз приветствует президента Джо Байдена (2023)

В марте 2017 года Уолз заявил об участии в выборах губернатора Миннесоты, а 6 ноября 2018 года он одержал победу на выборах, набрав более 53 % голосов избирателей.
28 мая 2020 года губернатор Уолз мобилизовал Национальную гвардию для подавления антирасистских протестов, начавшихся после гибели афроамериканца Джорджа Флойда при задержании его полицейскими. Однако сам же призывал участвовать в программах BLM и заявлял, что Флойд «прожил жизнь, защищая людей».
2 июня 2020 года объявил, что Департамент по правам человека Миннесоты начал расследование против Департамента полиции штата с целью искоренения «систематического расизма, длившегося поколениями».
8 ноября 2022 года был переизбран на новый срок, победив на губернаторских выборах республиканца Скотта Дженсена.

### Кандидат в вице-президенты США 2024
См. также: Президентские выборы в США (2024)
Был в шорт-листе напарников Камалы Харрис на выборах наряду с Джошем Шапиро, Марком Келли, Питом Буттиджичем и некоторыми другими американскими политиками. 6 августа 2024 года предложен Камалой Харрис в качестве кандидата от Демократической партии на пост вице-президента США, а 21 августа — утверждён как кандидат в вице-президенты на Национальном съезде Демократической партии. Выбор Уолза в качестве напарника Харрис был поддержан рядом американских политиков, от прогрессивных демократов до умеренных республиканцев.
1 октября провёл дебаты с кандидатом в вице-президенты от Республиканской партии Джей Ди Вэнсом, которые прошли спокойно и без излишнего эмоционального напряжения и оскорблений (как в дебатах Трампа и Харрис). По версии The New York Times и The Wall Street Journal победу с небольшим перевесом одержал Уолз.
5 ноября прошли президентские выборы, на которых пара Харрис — Уолз проиграла Трампу и Вэнсу, набрав 75 019 257 млн голосов избирателей (на 2,3 млн меньше победителей) и 226 голосов выборщиков.

## Политические взгляды
Придерживается умеренно-либеральных взглядов, является сторонником права женщин на аборт, прав ЛГБТ и легализации использования марихуаны в медицинских и рекреационных целях, прав на ношение оружия.

## Личная жизнь
Уолц и его будущая жена Гвен Уиппл встретились, работая учителями в Небраске. Их первое свидание состоялось в кинотеатре. Они поженились 4 июня 1994 года. У них двое детей.
Тим и Гвен посещают церковь Pilgrim Lutheran Church в Сент-Поле, штат Миннесота, конгрегацию Евангелическо-лютеранской церкви в Америке.